# Die Nachfolge
Die Nachfolge (Originaltitel: The Nagus) ist die elfte Folge der ersten Staffel der US-amerikanischen Science-Fiction-Fernsehserie Star Trek: Deep Space Nine. Sie wurde in den Vereinigten Staaten über Syndication vermarktet und erstmals am 21. März 1993 auf verschiedenen Fernsehsendern ausgestrahlt. In Deutschland war sie zum ersten Mal am 27. März 1994 in einer synchronisierten Fassung auf Sat.1 zu sehen.

## Handlung
Im Jahr 2369 erhält die Raumstation Deep Space Nine Besuch von Zek, dem Großen Nagus der Ferengi. Begleitet wird er von seinem Sohn Krax und seinem Diener Maihar’Du. Zek sucht sogleich die Bar von Quark auf und kostet deren Annehmlichkeiten aus. Bei einem privaten Abendessen erklärt er, dass er in Quarks Bar eine Konferenz abhalten will. Er will damit die Erschließung neuer Märkte für die Ferengi-Allianz im Gamma-Quadranten koordinieren. Zek lobt bei dieser Gelegenheit Quarks vermeintliche Weitsicht, seine Bar auf einer Raumstation eröffnet zu haben, in deren Nähe später ein stabiles Wurmloch entdeckt werden sollte, das Reisen in den Gamma-Quadranten ermöglicht.
Währenddessen plant Commander Benjamin Sisko einen Ausflug zum Planeten Bajor. Er möchte gern seinen Sohn Jake mitnehmen, muss aber enttäuscht feststellen, dass der lieber Zeit mit seinem besten Freund, dem Ferengi Nog, verbringen will. Sisko ist etwas besorgt, denn er hält Nog für einen schlechten Umgang. Von Chefingenieur Miles O’Brien, der als Aushilfslehrer eingesprungen ist, erfährt er, dass Nog schlecht in der Schule ist und Jake in seine Ausreden für nicht gemachte Hausaufgaben hineinzieht. Sisko und O’Brien ist allerdings nicht bewusst, dass Nogs schlechte Leistung auf seine Doppelbelastung zurückgeht, denn sein Vater Rom und sein Onkel Quark bestehen darauf, dass er zusätzlich zum Schulbesuch auch noch in Quarks Bar mitarbeitet. Rom entscheidet schließlich, dass der Schulbesuch eine Fehlentscheidung war, und meldet Nog wieder ab.
Nachdem alle Gäste eingetroffen sind, beginnt in Quarks Bar die Konferenz. Zek verspricht sagenhafte Profite, da der schlechte Ruf der Ferengi im Gamma-Quadranten noch unbekannt ist. Allerdings soll die Expansion nicht mehr unter seiner Führung stattfinden, denn er fühlt sich zu alt und auch nicht mehr so gierig wie früher. Zur Überraschung aller Anwesenden ernennt er Quark zu seinem Nachfolger.
Jake berichtet seinem Vater von Nogs Problemen. Er hatte noch nicht einmal die Gelegenheit, richtig Lesen zu lernen. Rom hat ihn von der Schule genommen, weil er glaubt, Bildung bringe keinen Profit. Außerdem würden Menschen und Ferengi einfach nicht zusammenpassen. Nog glaubt, sein Vater habe recht, und darunter leidet seine Freundschaft mit Jake. Benjamin Sisko stimmt zu, dass beide Völker sehr unterschiedliche Wertvorstellungen haben, und möchte am liebsten, dass Jake sich mit der Situation abfindet, doch der will nicht so schnell aufgeben.
Quark versucht, sich in sein neues Amt einzuarbeiten. Der Ferengi Gral bietet an, ihn für einen entsprechenden Preis vor seinen Feinden zu schützen, und lässt durchblicken, dass er schnell selbst zu einem Feind werden könnte, wenn Quark ablehnt. Quark sucht den Rat von Zek, der gerade eine Urlaubsreise plant. Während ihres Gesprächs sinkt Zek plötzlich vornüber und rührt sich nicht mehr. Maihar’Du erklärt ihn für tot. Zeks getrocknete und zu Pulver zermahlene Überreste werden versteigert. Quark möchte, dass Rom sein Leibwächter wird, da er der einzige ist, dem er trauen kann. Rom hatte eigentlich gehofft, jetzt die Bar übernehmen zu können. Als er diesen Wunsch äußert, bricht Quark jedoch in schallendes Gelächter aus. Kurz darauf bemerkt Quark eine Münze auf dem Boden. Als er sich danach bückt, entgeht er damit nur knapp einem Attentat, denn ein kleines Fluggerät verfehlt seinen Kopf und explodiert an der Wand hinter ihm. Eine Untersuchung ergibt, dass es sich um eine Bombe handelt, die typischerweise von Ferengi eingesetzt wird. Der Attentäter dürfte daher einer der Konferenzteilnehmer sein. Quark nimmt seine Arbeit wieder auf und empfängt Bittsteller. Dabei macht er einem Mann namens Nava ein großzügiges Angebot für die Einführung von Synthehol im Gamma-Quadranten. Krax gerät in Sorge, dass Quark durch dieses Verhalten sehr beliebt werden könnte.
Benjamin Sisko macht sich Sorgen um Jake, da dieser weiterhin Zeit mit Nog verbringt und nun auch nicht zum Abendessen erschienen ist. Er will deshalb nach seinem Sohn sehen und macht ihn in einem Frachtraum ausfindig. Als er dort eintrifft, stellt er fest, dass die beiden keineswegs irgendwelchen Unfug machen, sondern dass Jake Nog das Lesen beibringt. Von den beiden unbemerkt verlässt er den Frachtraum wieder.
Rom und Krax informieren Quark über Verhandlungen, die Zek angeblich bereits im Gamma-Quadranten getätigt hat und die Quark jetzt fortsetzen soll. Er muss jedoch feststellen, dass es sich um eine Falle handelt, denn als er die Luftschleuse betritt, wartet auf der anderen Seite kein Raumschiff. Die beiden haben vor, ihn ins All zu blasen. Krax, da er sich um das Amt des Nagus betrogen fühlt und Rom, da er sich durch Quarks Ablehnung, die Bar übernehmen zu können, gekränkt fühlt. Kurz bevor sie die Außenluke der Luftschleuse öffnen, wird ihnen jedoch Einhalt geboten: Zek taucht plötzlich auf und erklärt, er habe seinen Tod nur inszeniert, um Krax zu testen. Zek tadelt ihn, dass sein Weg der Machtergreifung völlig falsch sei. Macht wird seiner Ansicht nach Stück für Stück angehäuft und hierfür wäre Quarks Bar der Schlüssel gewesen, da sämtliche Händler aus dem Gamma-Quadranten dort vorbeikommen würden. Leider habe Krax das nicht erkannt. Zek übernimmt daher wieder selbst das Amt des Nagus und Quark bleibt in seiner Bar. Quark vergibt Rom seinen Verrat, denn dadurch habe er ganz gemäß den Wertvorstellungen der Ferengi gehandelt.

## Verbindungen zu anderen Star-Trek-Produktionen
Einige Elemente aus dieser Folge wurden in späteren Star-Trek-Produktionen wieder aufgegriffen:
- Das Amt des Großen Nagus der Ferengi wird in dieser Folge eingeführt.
- Die Ferengi-Erwerbsregeln werden hier erstmals erwähnt.
- Der Aufbau von Handelsbeziehungen in den Gamma-Quadranten durch die Ferengi spielt noch in mehreren weiteren Folgen von Star Trek: Deep Space Nine eine Rolle.
- Die Feuerhöhlen auf Bajor werden erstmals erwähnt. Ihnen kommt in der siebenten Staffel von Star Trek: Deep Space Nine eine größere Bedeutung zu.
- Das bajoranische Dankbarkeitsfest wird erstmals erwähnt. Auf dieses Fest wird auch in mehreren späteren Folgen von Star Trek: Deep Space Nine verwiesen und in zwei Folgen werden die entsprechenden Feierlichkeiten gezeigt.
- Mit Maihar’Du ist erstmals ein Hupyrianer zu sehen. Weitere Angehörige dieses Volks treten später in weiteren Folgen von Star Trek: Deep Space Nine und in der animierten Serie Star Trek: Lower Decks auf.

Miles O’Briens Tochter Molly wird hier älter gemacht als es in früheren Folgen etabliert worden war. Ihre Geburt findet in Folge 5.05 (Katastrophe auf der Enterprise) der Vorgängerserie Raumschiff Enterprise – Das nächste Jahrhundert statt, die etwa anderthalb Jahre vor Die Nachfolge spielt. Hier wird Mollys Alter jedoch mit 3 Jahren angegeben.

## Produktion

### Drehbuch
Die Arbeitstitel dieser Folge lauteten Friends & Foes und Friend Like Me.
Beide Handlungsstränge dieser Folge gehen auf eine Idee von David Livingston zurück. Während die Nebenhandlung um Jake und Nog weitgehend unverändert übernommen wurde, wurde die Haupthandlung von Ira Steven Behr stark überarbeitet. In Livingstons ursprünglichem Entwurf hätten Vertreter mehrerer Völker ein kriminelles Syndikat gründen sollen. Behr machte daraus eine reine Ferengi-Geschichte.

### Darsteller
Wallace Shawn und Tiny Ron haben hier ihren ersten Auftritt als Großer Nagus Zek und dessen Diener Maihar’Du. Beide spielten diese Rollen noch in sechs weiteren Folgen von Star Trek: Deep Space Nine. Tiny Ron spielte außerdem in Folge 4.15 (Jäger) von Star Trek: Raumschiff Voyager den Hirogen Idrin.
Mark Allen Shepherd, der Morn in insgesamt 93 Folgen der Serie spielte, hat hier seinen einzigen Auftritt, in dem er zu hören ist. Allerdings hat er keinen Text, sondern lacht lediglich.
Lou Wagner, Darsteller von Krax, hatte zuvor bereits einen weiteren Ferengi namens Solok in Folge 6.10 (Geheime Mission auf Celtirs Drei, Tei I) von Raumschiff Enterprise – Das nächste Jahrhundert gespielt.
Barry Gordon, Darsteller von Nava, spielte auch Ardon Broht in Folge 7.20 (Die Veröffentlichung) von Star Trek: Raumschiff Voyager.
Lee Arenberg, Darsteller von Gral, spielte später noch zwei weitere Ferengi in je einer Folge von Raumschiff Enterprise – Das nächste Jahrhundert, den Malon Pelk in Folge 5.21 (Verheerende Gewalt) von Star Trek: Raumschiff Voyager und den Tellariten Gral in zwei Folgen von Star Trek: Enterprise.

### Musik
Die Nachfolge ist die erste Star-Trek-Folge, für die John Debney die Musik komponierte. Er tat dies später noch für eine weitere Folge von Star Trek: Deep Space Nine und eine Folge von Raumschiff Enterprise – Das nächste Jahrhundert.

### Kulissen und Requisiten
Die Schaubilder in der Schule von Deep Space Nine enthalten Verweise auf frühere Star-Trek-Serien. So sind auf einer Zeichnungen verschiedene Wesen aus der Originalserie Raumschiff Enterprise zu sehen, auf einem anderen Draufsichten aller bis dahin gebauten Raumschiffe mit dem Namen USS Enterprise.
Die Szene, in der Quark als Großer Nagus Bittsteller empfängt, ist eine Anspielung auf die Eröffnungsszene aus dem Spielfilm Der Pate von 1972. Quarks Büro ist daher dem von Vito Corleone nachempfunden, einschließlich Jalousien an den Fenstern. Ebenso wie Corleone streichelt Quark während des Empfangs ein Haustier.

## Rezeption
Keith DeCandido bewertete Die Nachfolge 2013 auf tor.com als eine leicht überdurchschnittliche Folge von Star Trek: Deep Space Nine, der es gut gelingt, den Ton für spätere Ferengi-zentrierte Folgen zu setzen. Wallace Shawn empfand er als eine großartige Wahl für die Rolle von Zek. Er lobte auch die Schauspielleistung von Armin Shimerman, fand aber, dass die Haupthandlungen keine wirklichen Überraschungen biete, denn es sei von vornherein klar, dass Quark nicht der Große Nagus bleiben würde. Positiv hob DeCandido auch die Nebenhandlung mit Benjamin Sisko und seinem Sohn Jake hervor.

## Parodien und Anspielungen
Die Folge 5.12 (Kristalle von Atlantis) der Fantasyserie Hercules enthält verschiedene Anspielungen auf die Serie Star Trek: Deep Space Nine. Unter anderem treten hier auch zwei Figuren namens Nagus und Zek auf.